# Typhlodromus monosetus
Typhlodromus monosetus är en spindeldjursart som beskrevs av Wang och Xu 1991. Typhlodromus monosetus ingår i släktet Typhlodromus och familjen Phytoseiidae. Inga underarter finns listade i Catalogue of Life.